# Struthanthus lewisii
Struthanthus lewisii är en tvåhjärtbladig växtart som beskrevs av Kuijt. Struthanthus lewisii ingår i släktet Struthanthus och familjen Loranthaceae. Inga underarter finns listade i Catalogue of Life.